# Generationsverlust

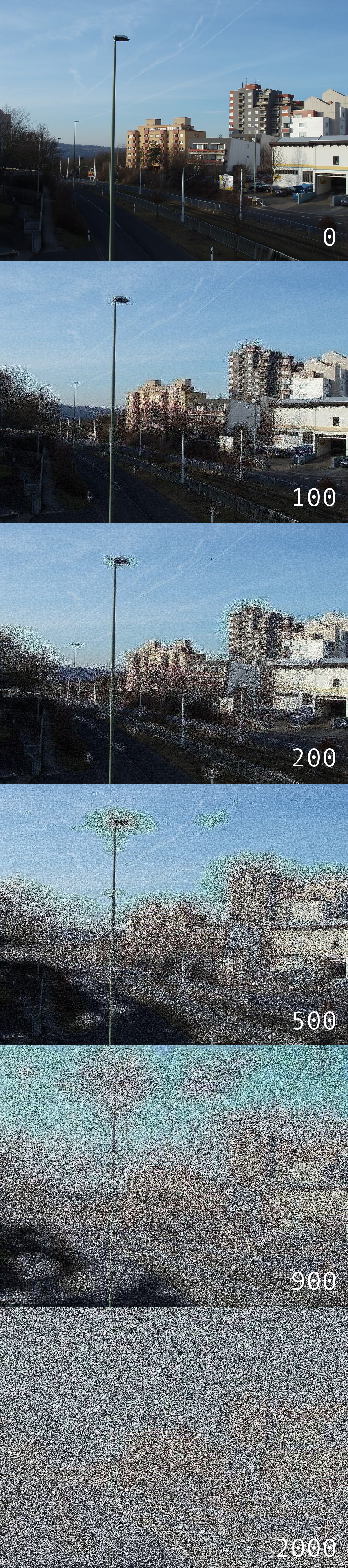
Verluste beim wiederholten Rotieren und Speichern eines JPEG-Bildes

Der Ausdruck Generationsverlust bezeichnet die zunehmende Qualitätsverschlechterung von (Kopier-)Generation zu Generation bei gewissen Speicherformen von Daten.
Beim Anfertigen einer Kopie entstehen Fehler. Fertigt man von einer Kopie, die schon Fehler hat, erneut eine Kopie an, so pflanzt sich der alte Fehler auf die nächste Kopie(generation) fort, und es können zusätzlich neue Fehler entstehen. 
Diese Generationsverluste sind insbesondere im Video- und im Audiobereich ein Problem, denn sie treten dort sowohl beim analogen Überspielen auf als auch beim digitalen, sofern dort mit nicht fehlerkorrigierenden Datenübertragungsprotokollen und mit einer verlustfreien Datenkompression (=Datenreduktion, siehe auch Audiodatenkompression) gearbeitet wird.
Generationsverluste treten auch bei Fotokopien auf, weshalb Fotokopien von Fotokopien zu vermeiden sind.
Hierbei wird es besonders problematisch, wenn eine durch ein verlustbehaftetes Verfahren komprimierte Datei in ein anderes verlustbehaftetes Format umgewandelt, also transkodiert wird (z. B. eine MP3-Datei in eine AAC-Datei).
Ähnliches gilt bei der verlustbehafteten Bildkomprimierung JPEG, wo die Qualität der Bilddaten bei häufigem Dekomprimieren, Bearbeiten und wieder Komprimieren teilweise gemindert wird.

## In der Biologie
Im Zusammenhang mit der Evolution wird dieses Phänomen als "Mutation" bezeichnet.